# مارکو روزافیو
مارکو روزافیو (انگلیسی: Marco Rosafio؛ زادهٔ ۱۹ مارس ۱۹۹۴) بازیکن فوتبال اهل ایتالیا است.
از باشگاه‌هایی که در آن بازی کرده‌است می‌توان به باشگاه فوتبال چیتادلا اشاره کرد.